# HD 31414
HD 31414，又名BD-16 991，SAO 149985、HR 1579，是一颗恒星，视星等为5.7，位于銀經215.95，銀緯-33.06，其B1900.0坐标为赤經4h 50m 38.1s，赤緯-16° -33.06′ 5″。